# Bukovica (Cazin, BiH)
Bukovica je naseljeno mjesto u gradu Cazinu, Federacija Bosne i Hercegovine, BiH.

## Stanovništvo

### 1991.
Nacionalni sastav stanovništva 1991. godine, bio je sljedeći:
ukupno: 415
- Muslimani - 392
- Srbi - 21
- Jugoslaveni - 1
- ostali, neopredijeljeni i nepoznato - 1

### 2013.
Nacionalni sastav stanovništva 2013. godine, bio je sljedeći:
ukupno: 425
- Bošnjaci - 423
- ostali, neopredijeljeni i nepoznato - 2

## Vanjske poveznice
- Satelitska snimka[neaktivna poveznica]